# Marcello Caetano

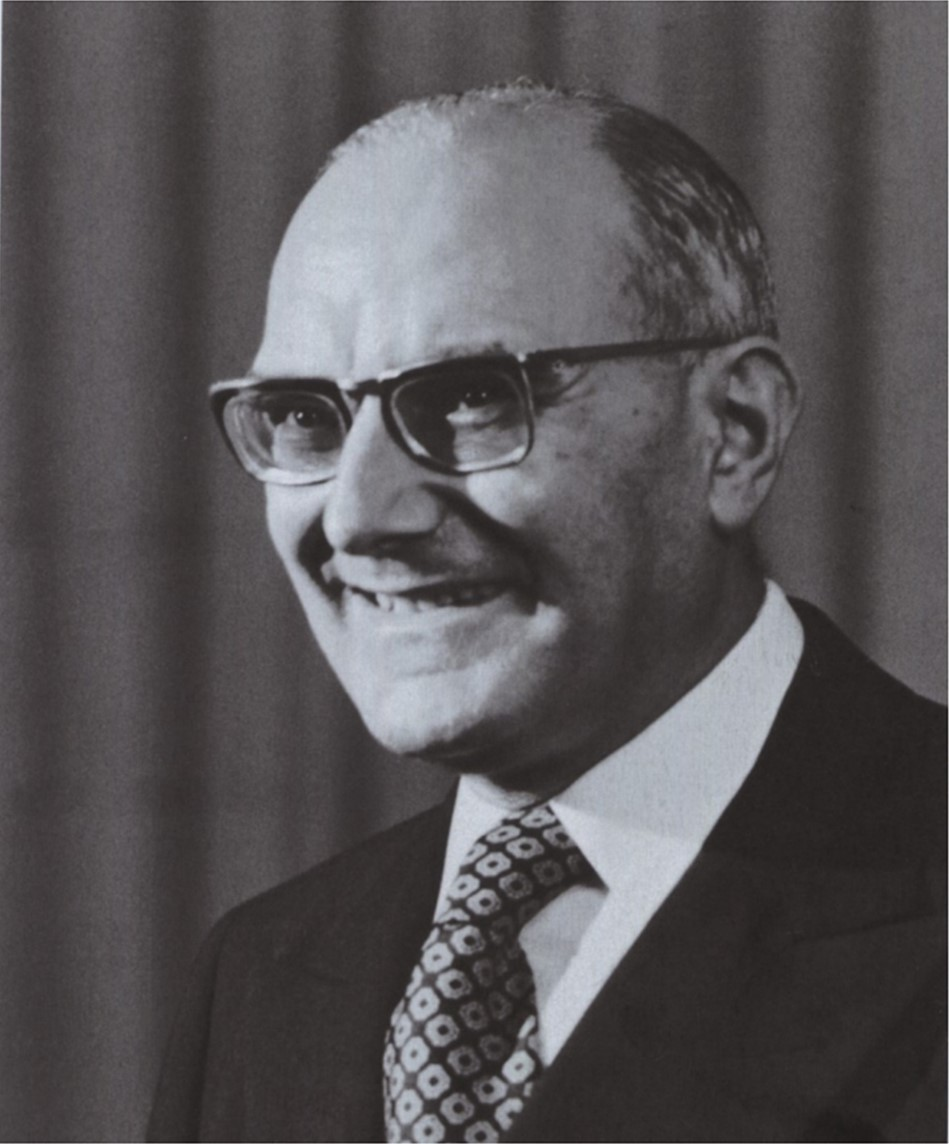
Marcello Caetano

Marcello José das Neves Alves Caetano (Lissabon, 17 augustus 1906 - Rio de Janeiro, 26 oktober 1980) was een Portugees politicus.

## Levensloop
Hij studeerde rechten in Lissabon en sloot zich tijdens zijn studentenjaren aan bij de ultra-rechtse en monarchistische 'integralistas'. In 1929 werd hij juridisch adviseur van de minister van Financiën, de latere premier Antonio de Oliveiro Salazar. Sinds die tijd was hij naaste medewerker en vertrouweling van Salazar. Hij hielp mee bij het opstellen van de corporatieve (corporatisme) grondwet van 1933, de Estado Novo ('De Nieuwe Staat'). In 1933 werd Caetano hoogleraar administratief recht aan de Universiteit van Lissabon.
In 1944 werd hij voorzitter van de eenheidsbeweging, de Nationale Unie en voorzitter van de Statenkamer. Van 1955 tot 1959 was hij vicepremier onder Salazar. Van 1959 tot 1962 was Caetano rector van de Universiteit van Lissabon en sindsdien ook lid van de Raad van State, het adviescollege van de president.
Op 26 september 1968 volgde Caetano de zieke Salazar als minister-president op, zonder dat deze ervan op de hoogte werd gesteld. In 1970 stierf Salazar. Caetano deed bescheiden pogingen tot liberalisering maar deze werden afgeblokt door de rechtse leger- en politieleiding. De door Caetano voortgezette koloniale politiek in Afrika en de minimale hervormingen van het staatsbestel leidden op 25 april 1974 tot de Anjerrevolutie waarbij Caetano ten val kwam. Hij ging daarna in ballingschap naar Brazilië, waar hij als hoogleraar aan de Universiteit van Rio de Janeiro doceerde.